# پلگی بالا
پلگی بالا، روستایی در دهستان کوتک بخش مرکزی شهرستان کهنوج در استان کرمان ایران است.

## جمعیت
بر پایه سرشماری عمومی نفوس و مسکن در سال ۱۳۹۵، جمعیت این روستا برابر با ۱۵۸ نفر (۴۲ خانوار) بوده‌است.